# Tropické cyklóny a změna klimatu

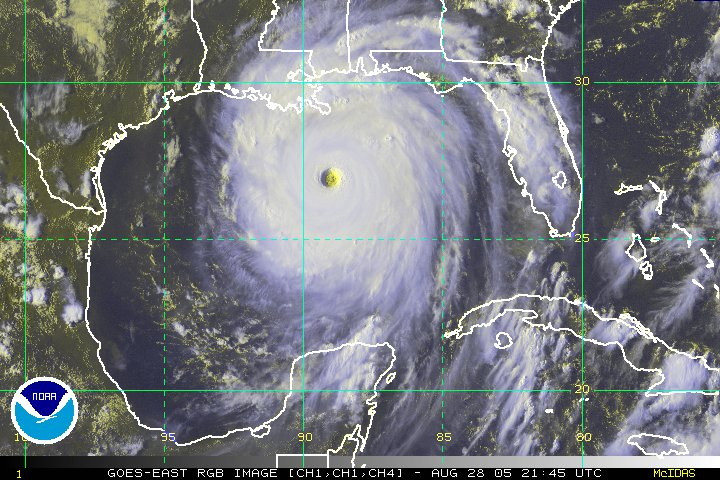
Hurikán Katrina blížící se k pobřeží Mexického zálivu ve Spojených státech v roce 2005

V důsledku současné změny klimatu se pravděpodobně zvýší intenzita tropických cyklón, zvýší se množství srážek a zvýší se bouřkové přívaly, ale může se také stát, že jich bude celosvětově méně. Tropické cyklóny mohou také rychleji zesilovat a vyskytovat se ve vyšších zeměpisných šířkách. Tyto změny jsou způsobeny zvyšující se teplotou moří a zvýšeným maximálním obsahem vodní páry v atmosféře v důsledku ohřívání vzduchu. Národní hodnocení změny klimatu v USA z roku 2018 uvádí, že „nárůst skleníkových plynů a pokles znečištění ovzduší přispěly ke zvýšení aktivity hurikánů v Atlantiku od roku 1970“.
Tropické cyklóny se v Atlantském oceánu a severovýchodním Tichém oceánu označují jako hurikány, v severozápadním Tichém oceánu jako tajfuny a v jižním Tichém oceánu nebo Indickém oceánu jako cyklóny. V zásadě se ale jedná o stejný typ bouří.

## Pozadí
Tropická cyklóna je rychle rotující bouřkový systém charakterizovaný středem nízkého tlaku, uzavřenou atmosférickou cirkulací v nízkých hladinách, silným větrem a spirálovitým uspořádáním bouřek, které vytvářejí silný déšť nebo bouřky. Většina těchto systémů se každoročně formuje v jedné ze sedmi oblastí tropických cyklón, které jsou monitorovány různými meteorologickými službami a výstražnými centry.
Faktory, které určují aktivitu tropických cyklón, jsou poměrně dobře známy: tropickým cyklónám prospívá teplejší hladina moře, nestabilní a vlhká střední troposféra, zatímco vertikální střih větru je potlačuje. Všechny tyto faktory se v důsledku změny klimatu mění, ale není vždy jasné, který z nich převládá.

## Data a modely

### Měření
Na základě satelitních snímků je hlavní technikou používanou k celosvětovému odhadu intenzity tropických cyklón tzv. Dvorakova technika (podle amerického meteorologa Vernona Dvoraka).
Potenciální intenzitu (PI) tropických cyklón lze vypočítat z pozorovaných dat, odvozených především z vertikálních profilů teploty, vlhkosti a teploty povrchu moře (SST). Konvektivní dostupná potenciální energie (CAPE), byla počítána z radiosondážních stanic v některých částech tropů v letech 1958–1997, ale je považována za nekvalitní. Index rozptylu energie (Power Dissipation Index, PDI) vyjadřuje celkový rozptyl energie pro severní Atlantik a západní část severního Pacifiku a je silně korelován s tropickou SST. Pro klasifikaci systému existují různé stupnice tropických cyklón.

### Historické záznamy
Od satelitní éry, která začala kolem roku 1970, jsou trendy považovány za dostatečně robustní, pokud jde o souvislost bouří a teploty povrchu moře. Panuje shoda, že ve vzdálenější minulosti existovala aktivní bouřková období, ale index rozptylu energie související s teplotou povrchu moře nebyl tak vysoký. Paleotempestologie je věda o aktivitě tropických cyklón v minulosti pomocí geologických proxy (povodňových sedimentů) nebo historických dokumentárních záznamů, jako jsou vraky lodí nebo anomálie letokruhů stromů. Do roku 2019 nejsou paleoklimatické studie zatím dostatečně konzistentní, aby z nich bylo možné vyvozovat závěry pro širší regiony, poskytují však některé užitečné informace o konkrétních lokalitách.

### Modelování tropických cyklón
Ke studiu očekávaných budoucích změn cyklonální aktivity se používají klimatické modely. Klimatické modely s nižším rozlišením nemohou přímo reprezentovat konvekci a místo toho používají parametrizace k aproximaci procesů v menším měřítku. To představuje pro tropické cyklóny obtíže, protože konvekce je podstatnou součástí fyziky tropických cyklón.
Globální modely s vyšším rozlišením a regionální klimatické modely mohou být náročnější na výpočetní techniku, což ztěžuje simulaci dostatečného množství tropických cyklón pro robustní statistickou analýzu. S rostoucím technologickým pokrokem však klimatické modely zlepšily schopnosti simulace četnosti a intenzity tropických cyklón.
Jedním z problémů, kterým vědci při modelování čelí, je určit, zda nedávné změny tropických cyklónů souvisejí s antropogenními vlivy, nebo zda jsou tyto změny stále v rámci jejich přirozené variability. Tto je nejvíce patrné při zkoumání tropických cyklónů v delším časovém rozlišení. Jedna studie zjistila klesající trend tropických bouří podél východního australského pobřeží v průběhu stoletého historického záznamu.